# Ancylometes pantanal
Ancylometes pantanal är en spindelart som beskrevs av Hubert Höfer och Antonio D. Brescovit 2000. Ancylometes pantanal ingår i släktet Ancylometes och familjen Ctenidae. Inga underarter finns listade i Catalogue of Life.